# Эш, Уильям Уиллард
Уи́льям Уи́ллард Эш (англ. William Willard Ashe, 4 июня 1872 — 18 марта 1932) — американский ботаник, геолог и лесник.

## Биография
Уильям Уиллард Эш родился в Роли 4 июня 1872 года.
В возрасте пятнадцати лет Эш поступил в Университет Северной Каролины. Позже Уильям Уиллард Эш получил степень магистра естественных наук в Корнеллском университете, где он специализировался в ботанике и геологии.
С 1892 по 1905 год Эш работал в качестве лесника в North Carolina Geological Survey, но также работал и над специальными проектами с недавно сформированной United States Forest Service.
Он оставался профессиональным лесником всю свою жизнь, проводя свои работы по флористике и ботанической систематике.
В 1905 году Эш присоединился к United States Forest Service на полный рабочий день и работал там до своей смерти в 1932 году. За это время он занимал пост секретаря National Forest Reservation Commission (1918—1924), вице-президента Society of American Foresters (1919) и председателя Forest Service Tree Name Committee (1930—1932).
Его ботанические работы были сосредоточены на древесных растениях, особенно на роде Боярышник, хотя он также изучал такие роды травянистых растений, как Копытень и Просо. Эш внёс значительный вклад в ботанику, описав множество видов семенных растений.
Уильям Уиллард Эш умер в Вашингтоне 18 марта 1932 года. На сегодняшний день в University of North Carolina Herbarium имеется более чем 2340 экземпляров, собранных Ашем.

## Научная деятельность
Уильям Уиллард Эш специализировался на семенных растениях.

## Некоторые научные работы
- H B Ayres; W W Ashe; Geological Survey (U.S.). The Southern Appalachian forests. Washington: Dept. of the Interior U.S. Geological Survey: Supt. of Docs., U.S. G.P.O. (distributor), 1905[7].
- W W Ashe; United States. Forest Service. Loblolly, or North Carolina pine. Raleigh, Edwards & Broughton Printing Co., state printers and binders, 1915[8].
- Gifford Pinchot; W W Ashe. Timber trees and forests of North Carolina. Winston, M. I. & J. C. Stewart, public printers, 1897[9].
- W W Ashe. The forests, forest lands, and forest products of eastern North Carolina. Raleigh: J. Daniels, 1894[10].
- W W Ashe. Shade trees for North Carolina. Raleigh: E.M. Uzzell, 1908[11].
- W W Ashe. Forest fires: their destructive work, causes and prevention. Raleigh, J. Daniels, state printer and binder, 1895[12].
- W W Ashe. Chestnut in Tennessee. Nashville, Tenn., Baird-Ward Print. Co., 1911[13].
- W W Ashe. The possibilities of a maple sugar industry in western North Carolina. Winston: M. I. and J. C. Stewart, public printers and binders, 1897[14].